# Stadion Miejski im. Władysława Króla
Das Stadion Miejski im. Władysława Króla (deutsch Städtisches Stadion benannt nach Władysław Król), auch bekannt als Stadion Miejski ŁKS, ist ein Fußballstadion in der polnischen Stadt Łódź. Der 2015 eingeweihte Neubau hat ein Fassungsvermögen von 18.029 Personen und ist die Heimspielstätte des Fußballvereins ŁKS Łódź und des Rugby-Union-Clubs Budowlani Łódź. Das Stadion ist Teil eines größeren Sportkomplexes und befindet sich in der unmittelbaren Nähe des Bahnhof Łódź Kaliska. Seit 2021 trägt die Anlage den Namen des ehemaligen Fußball- und Eishockeyspielers Władysław Król. In direkter Nachbarschaft steht die Mehrzweckhalle Atlas Arena.

## Geschichte
Am Standort werden seit 1924 Fußballspiele ausgetragen. Das ursprüngliche Stadion, das für den Fußballverein ŁKS Łódź gebaut wurde, verfügte über eine Kombination aus Tribünen und Stehplätzen. Am 21. August 1971, als ŁKS Łódź gegen Polonia Bytom spielte, wurde eine Rekordkulisse von 45.000 Zuschauern erreicht. Die Tribünen wurden zu verschiedenen Zeiten renoviert, und im Jahr 2001 bot das Spielfeld noch 12.160 Zuschauern Platz, die in verschiedenen Abschnitten untergebracht waren. Dieses alte Stadion wurde 2014 abgerissen.

### Neubau
Das neue Stadion wurde nördlich des alten Spielstätte errichtet und am 2. August 2015 mit einem Freundschaftsspiel des lokalen Clubs ŁKS Łódź gegen Pogoń Lwów eingeweiht. Im Juni 2019 wurde die zweite Bauphase eingeleitet, bei der das Stadion erweitert wurde und die fehlenden Tribünen an der Nord-, Ost- und Südseite fertiggestellt wurden. Die Kapazität wurde dadurch von 5700 auf 18.029 Zuschauer erhöht. Die Eröffnung des Stadions nach Fertigstellung aller vier Tribünen fand am 22. April 2022 statt.

## Galerie

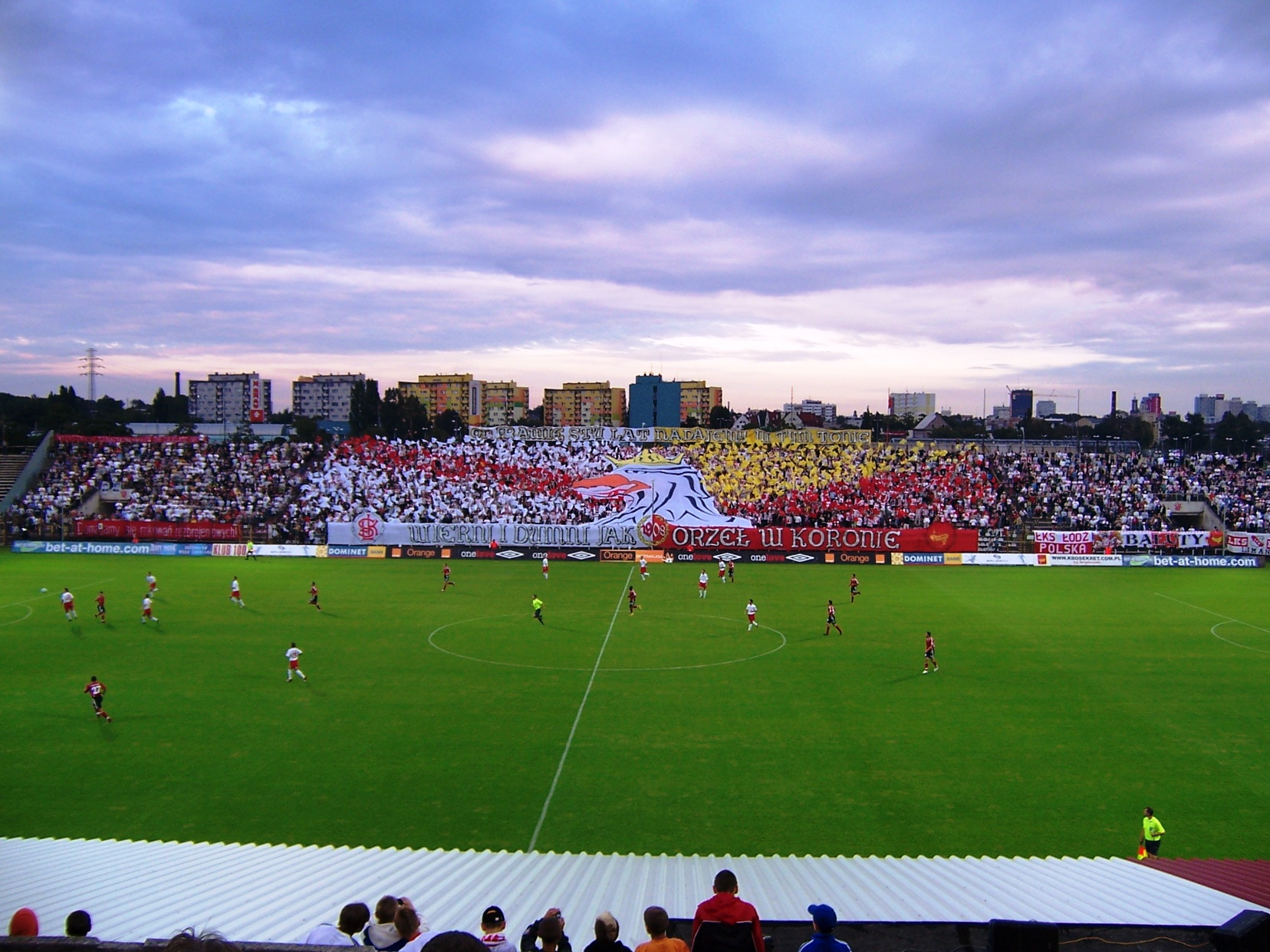
Das alte Stadion ŁKS-u Łódź
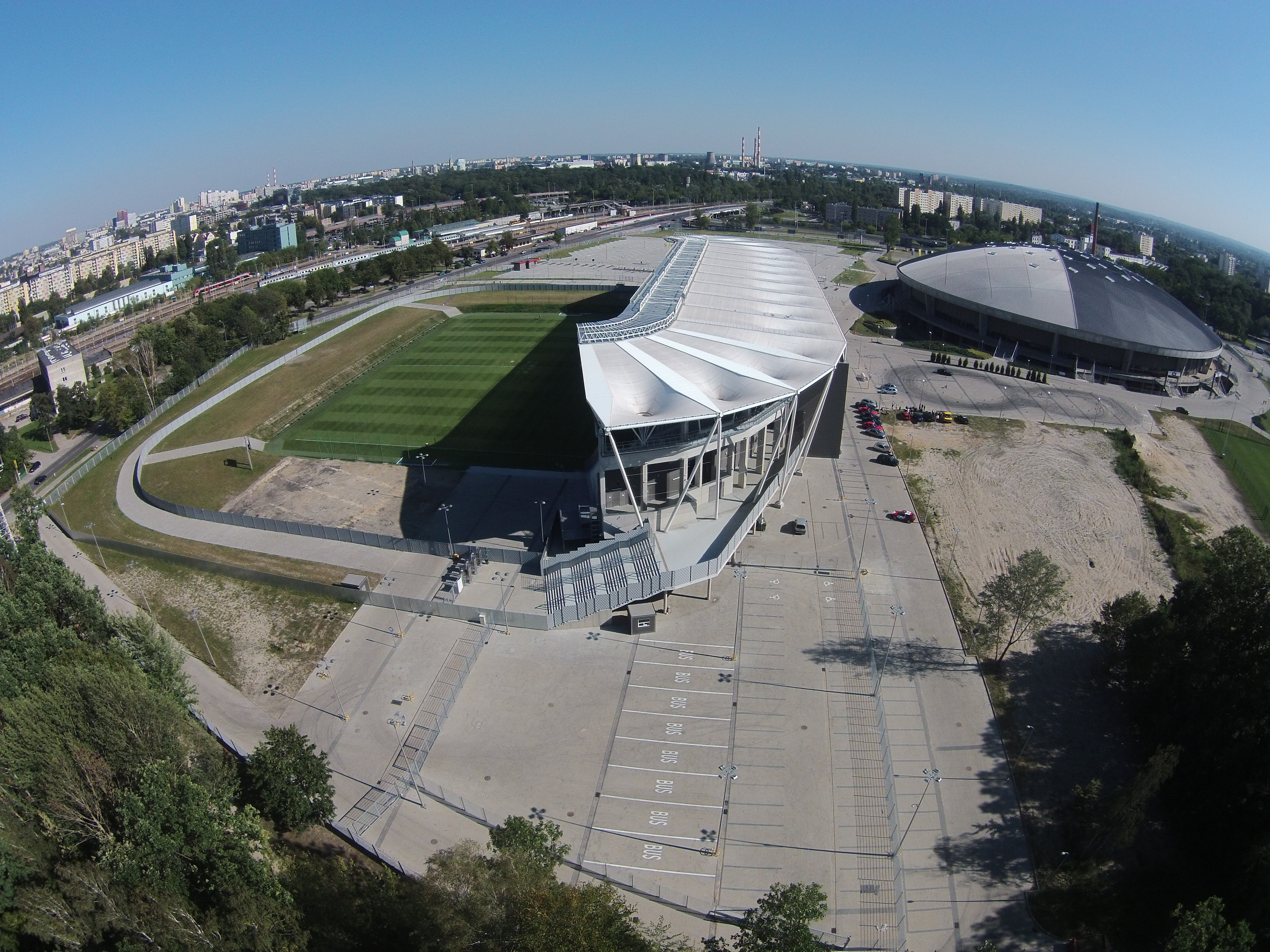
Das Stadion mit der neuen Haupttribüne und rechts daneben die Atlas Arena im August 2016
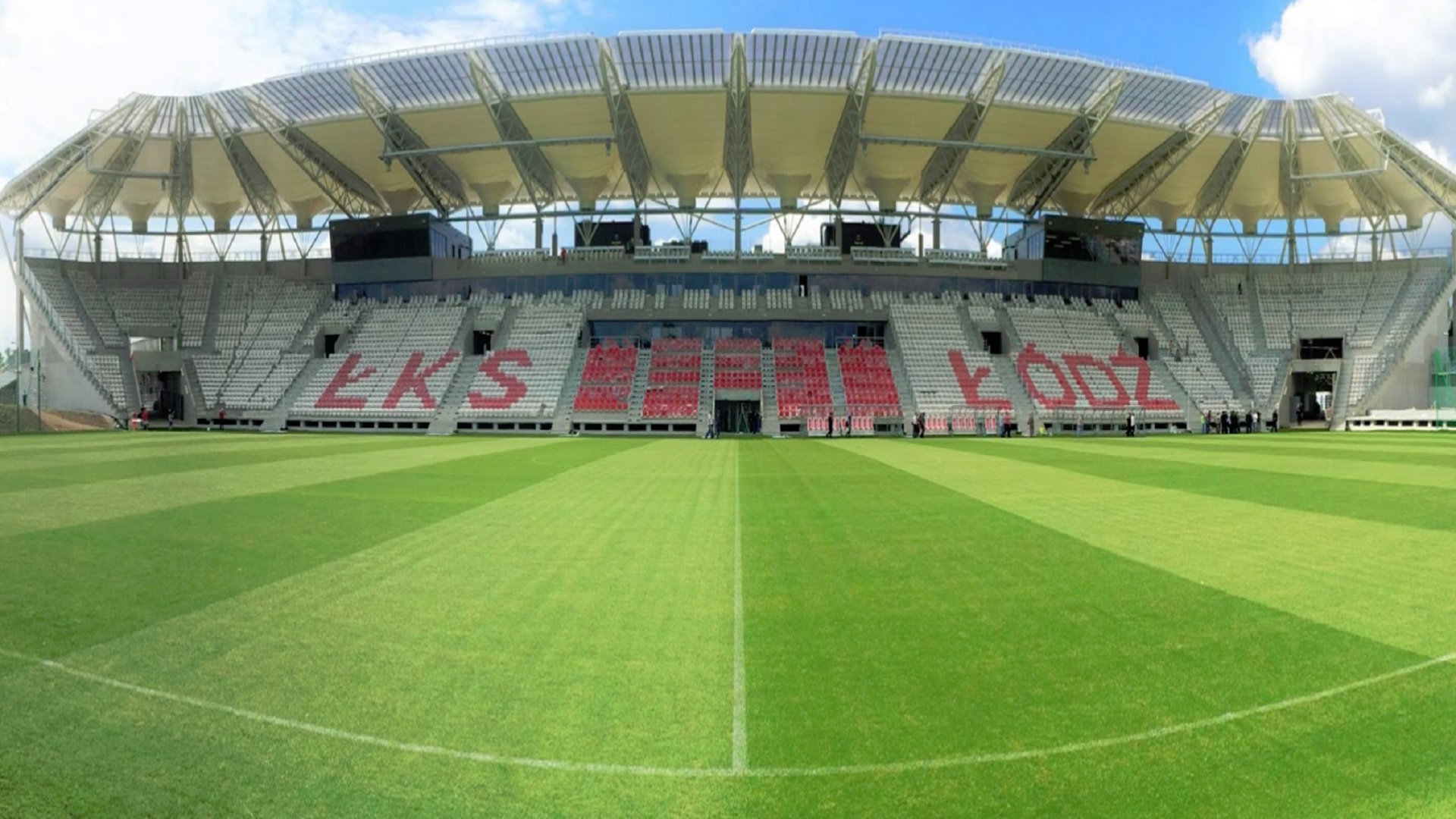
Blick auf die Haupttribüne im April 2017
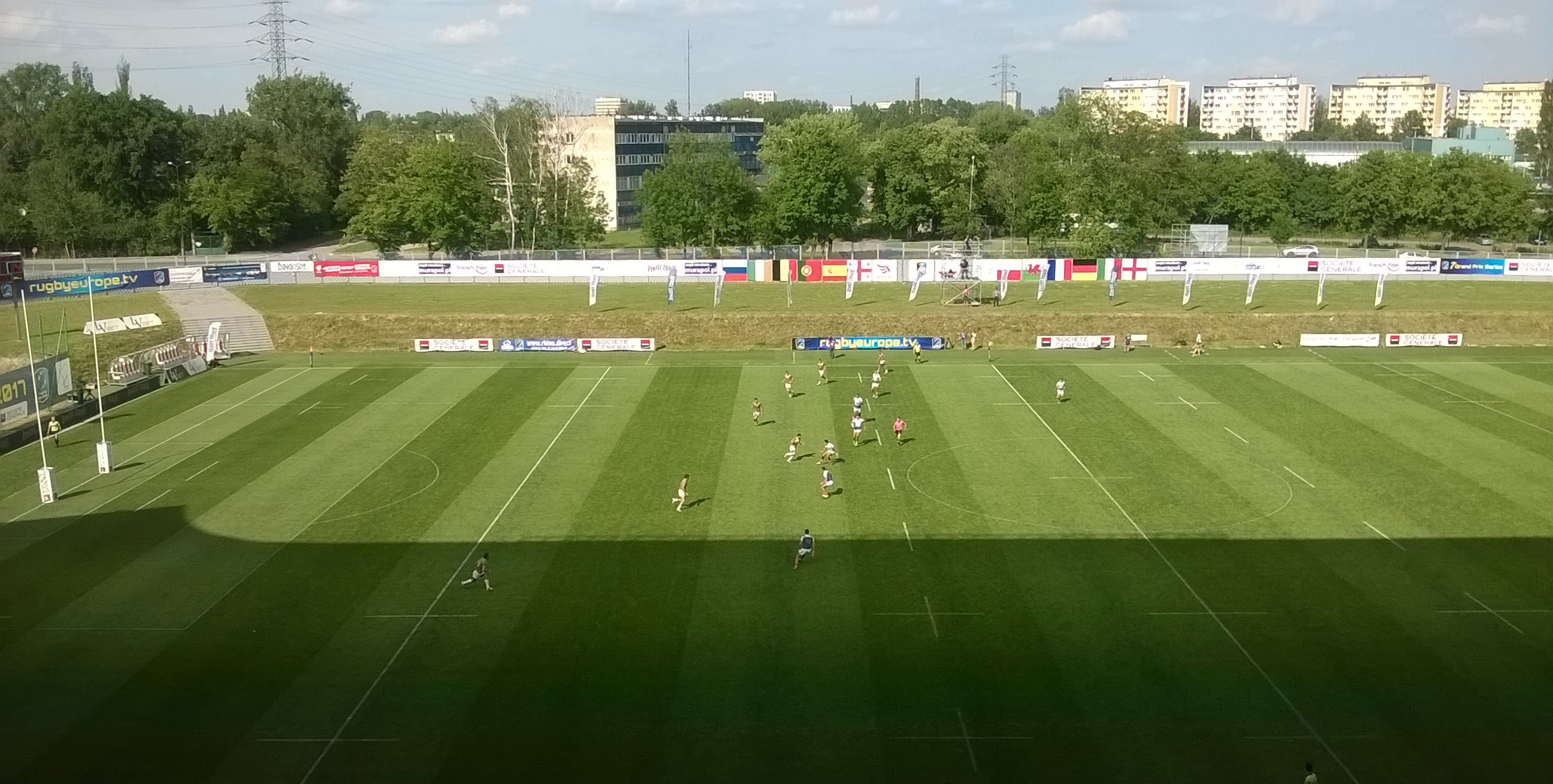
Spiel im Siebener-Rugby-Turnier in Łódź um den 7. Platz der Rugby Europe Sevens Grand Prix Series 2017 zwischen Frankreich und Georgien
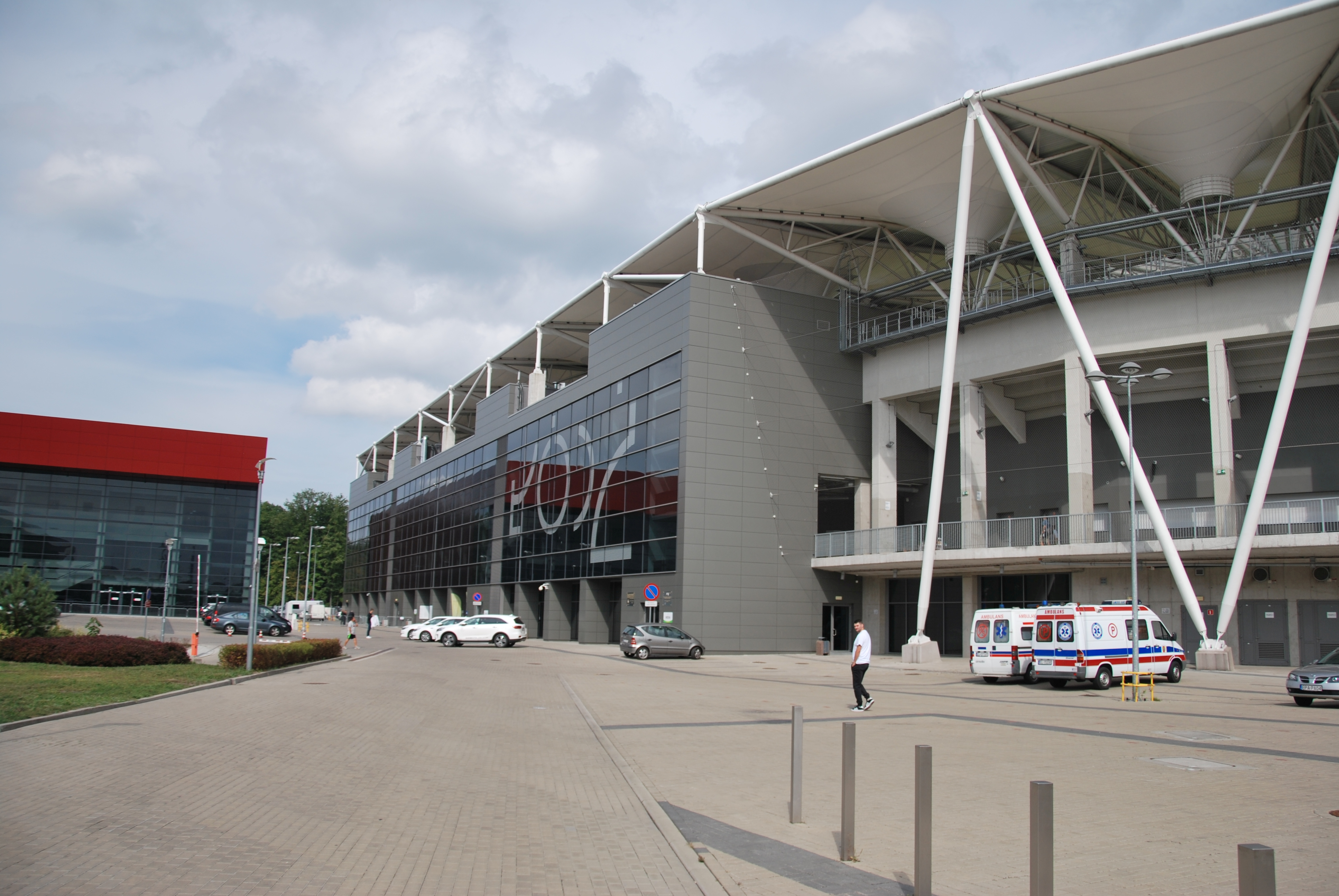
Die Fassade im September 2018